# Setra Top Class
Setra Top Class – rodzina autokarów turystycznych produkowana pod marką Setra w Neu-Ulm w Niemczech od 1991 roku. Do rodziny tej należą najbardziej komfortowe autokary produkowane przez Setrę. Od 2014 roku produkowana jest Top Class serii 500 (S 515 HDH, S 516 HDH i S 517 HDH). Ponadto produkowany jest model piętrowy należący do serii 400 – S 431 DT.

## Seria 300
W 1991 roku miała miejsce prezentacja Setry serii 300. Setra Top Class 300 składająca się z pięciu modeli autokarów (S 315 HD, S 315 HDH, S 316 HDH, S 317 HDH i od 1992 S 328 DT) wprowadziła szereg nowych rozwiązań na rynku autokarów turystycznych, m.in. opływowe zabudowane lusterka zewnętrzne czy też niespotykaną dotąd pojemność przestrzeni bagażowej. Charakterystyczną cechą tej linii jest skrzydło dzielące szyby boczne pojazdu na dwie części. Setra S 315 HDH została laureatem tytułu Coach of the Year 1993. W 1997 roku zaprezentowano model S 316 HDS z charakterystycznym położeniem kabiny kierowcy pod górnym pokładem autokaru. Produkcja Setry Top Class 300 zakończyła się w 2002 roku.
Modele Top Class 300:
- S 315 HD,
- S 315 HDH,
- S 316 HDH,
- S 317 HDH,
- S 328 DT,
- S 316 HDS.

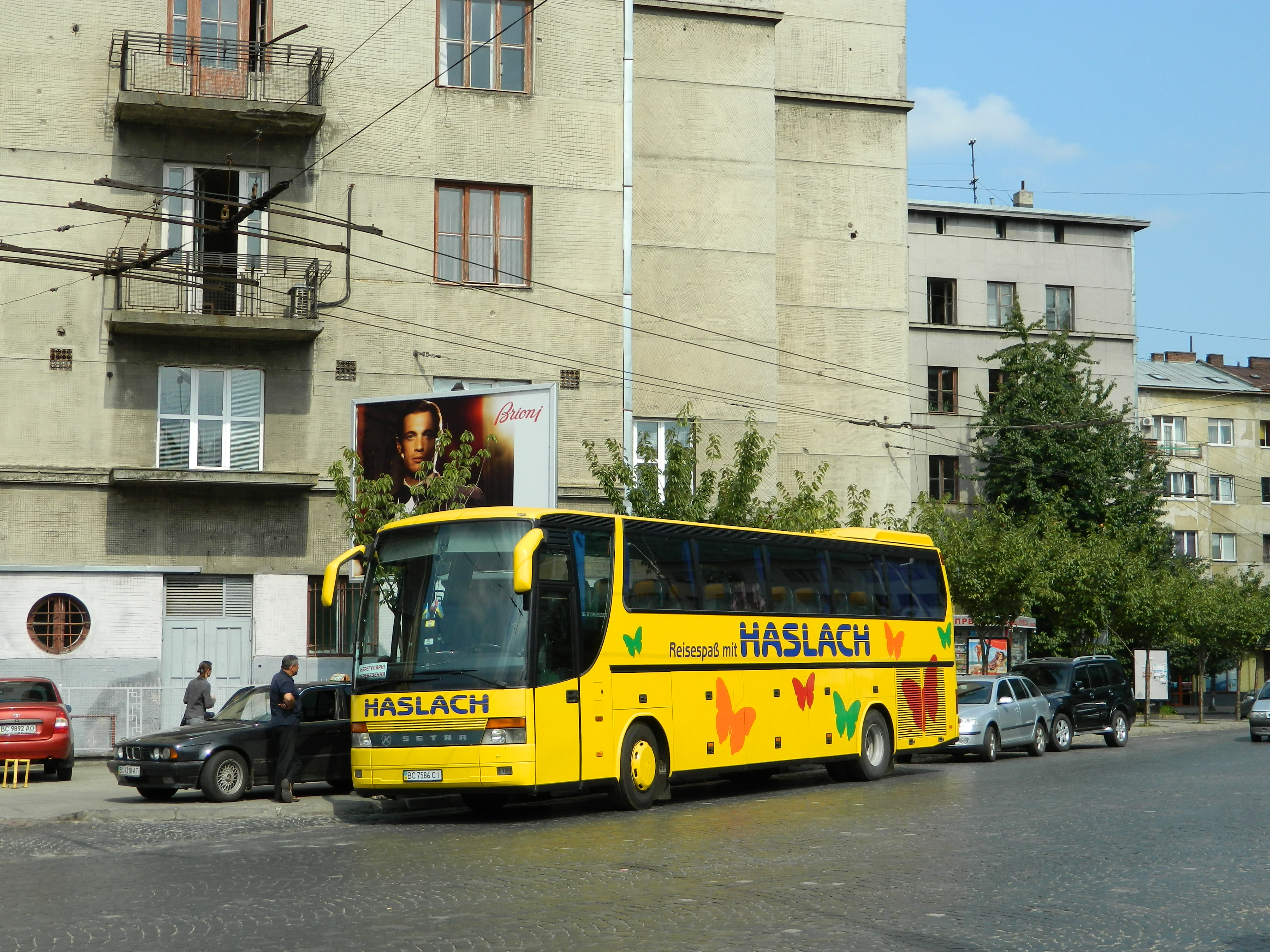
Setra S 315 HD
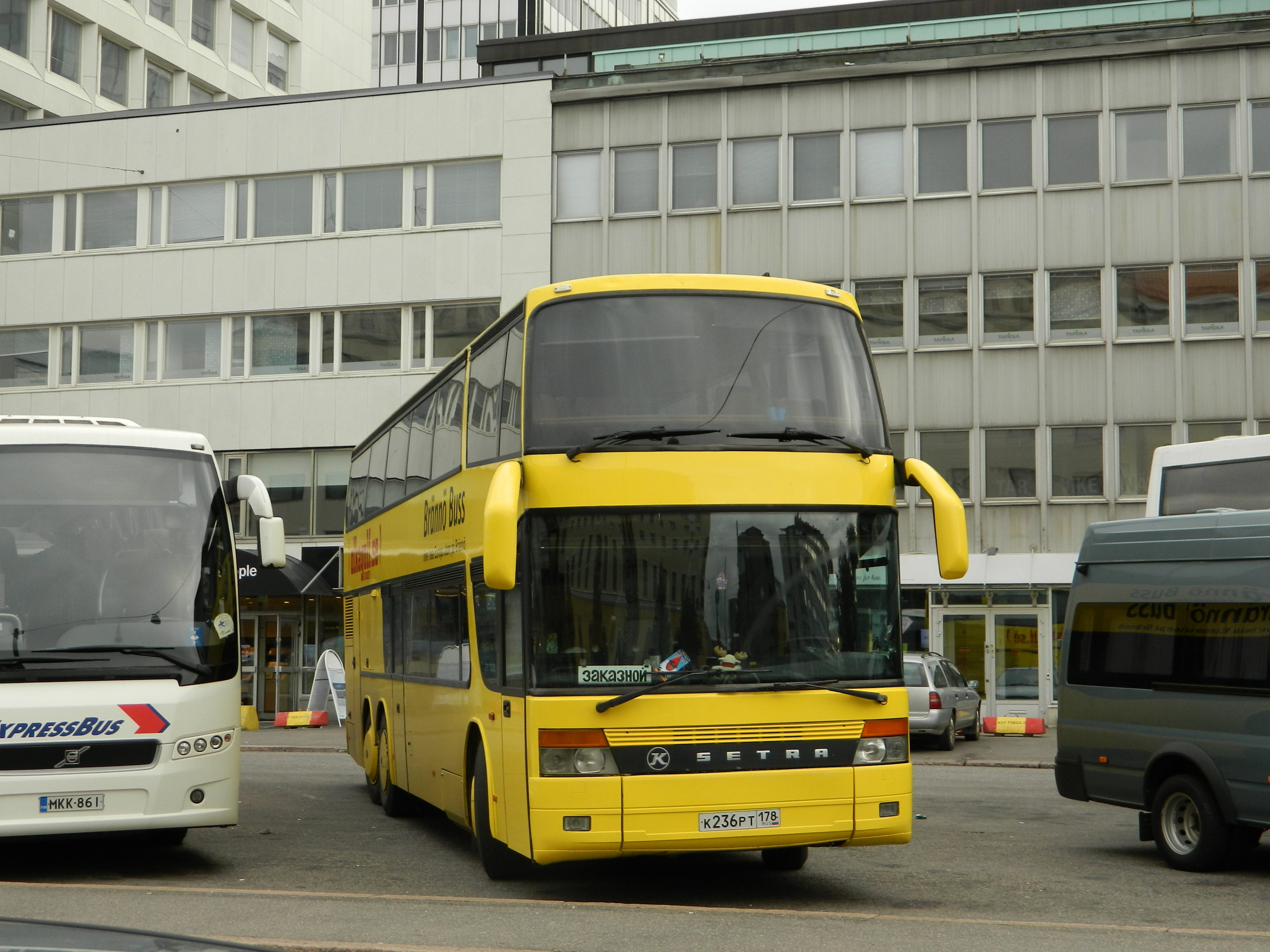
Setra S 328 DT
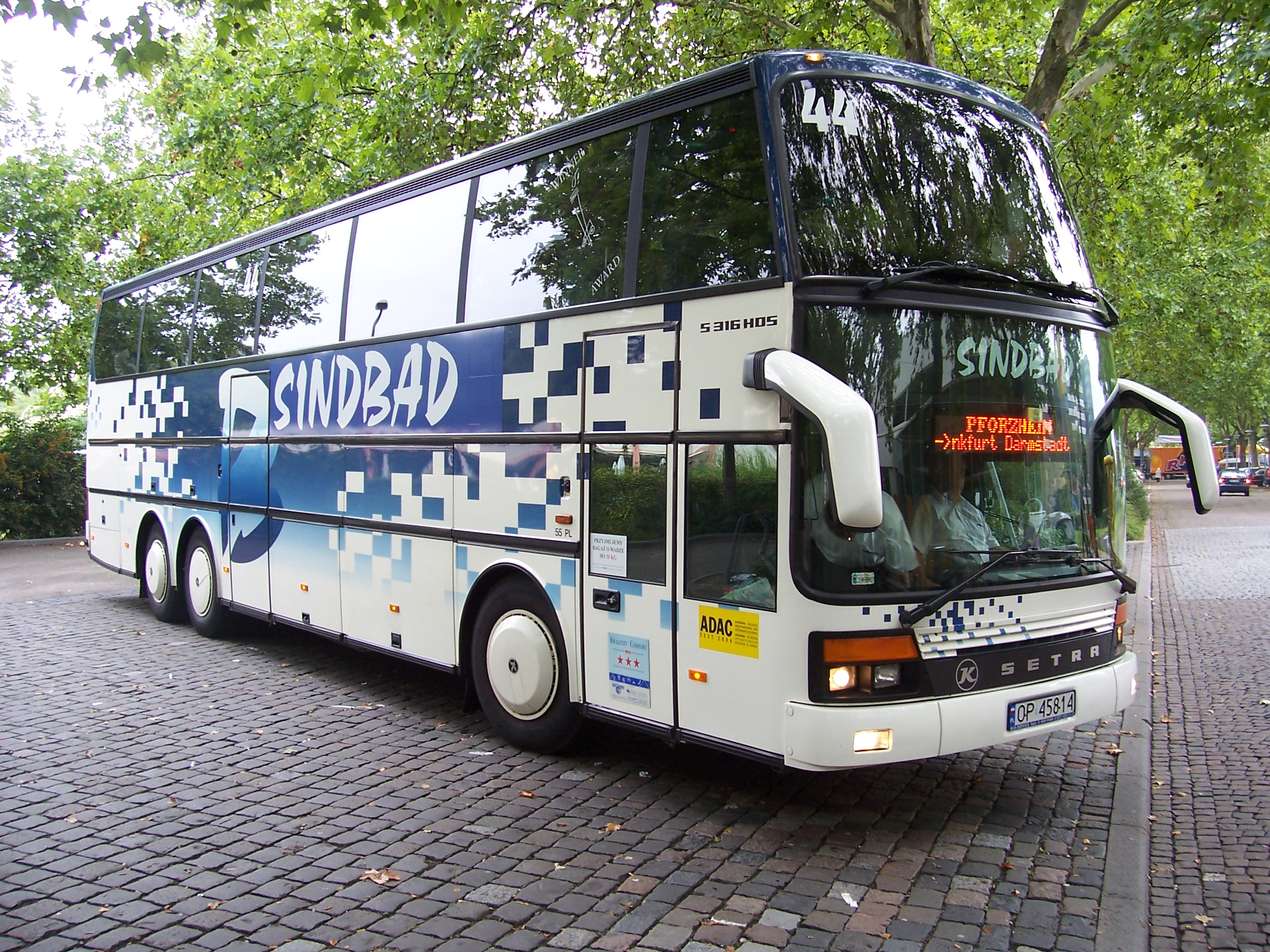
Setra S 316 HDS
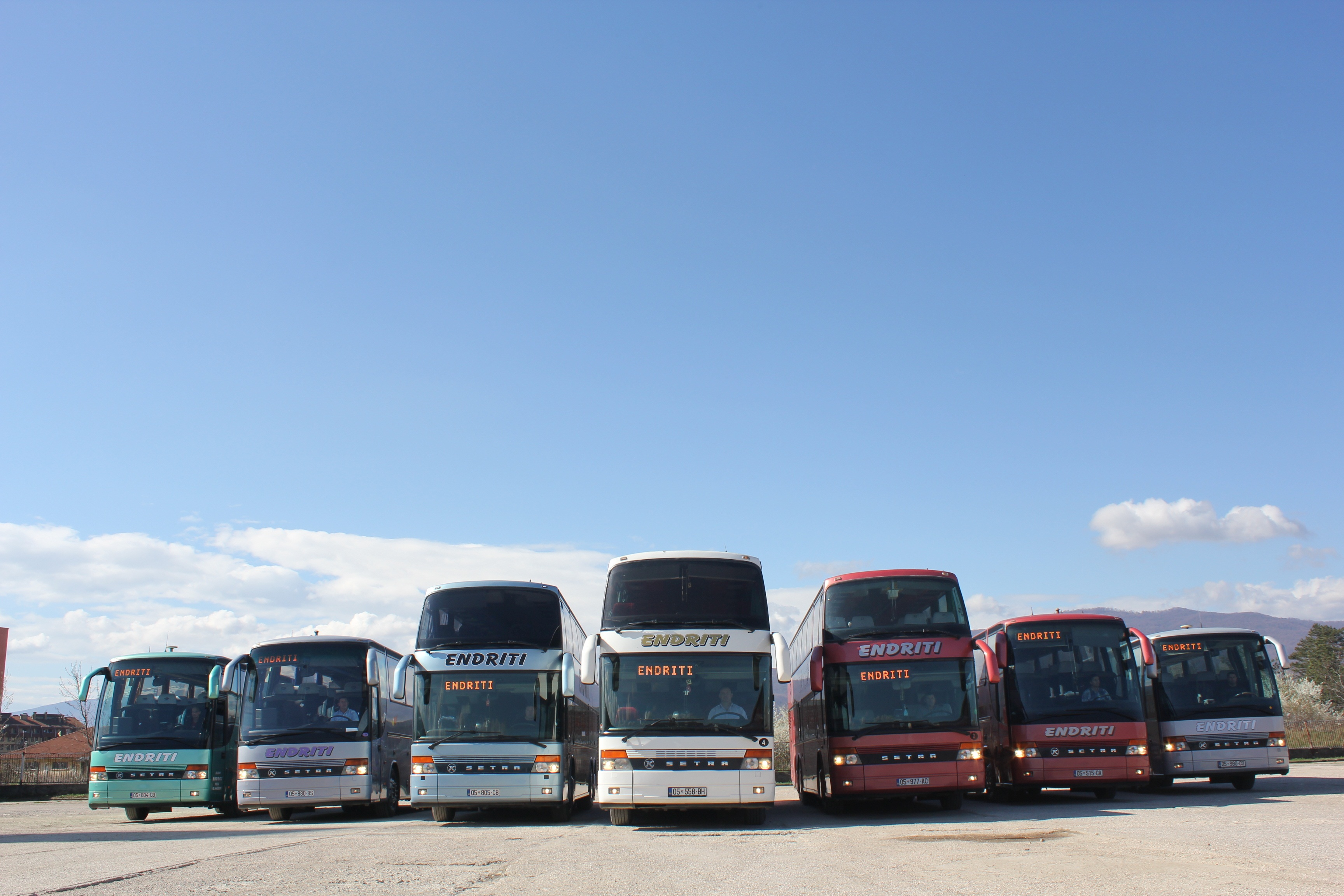
Rodzina Setra Top Class 300

## Seria 400
Po 10 latach produkcji serii 300 w 2001 roku odbyła się premiera serii Top Class 400 składającej się z modeli S 411 HD, S 415 HD, S 415 HDH (Coach of the Year 2002), S 416 HDH, S 417 HDH oraz S 431 DT. Charakterystyczną cechą Setry Top Class 400 jest chromowana listwa z przodu pojazdu z napisem Setra oraz chromowana listwa przebiegająca wzdłuż linii dachu i płynnie schodząca w dół ku przodowi autokaru nazywana "La Linea". Podobną listwę, jednak o innym przebiegu zastosowano w rodzinie Comfort Class. W 2009 roku Setra Top Class 400 przeszła face-lifting – zmianie uległ przód pojazdu. Produkcja serii Top Class 400 (poza modelem S 431 DT) zakończyła się w 2014 roku. Łącznie sprzedano ponad 7400 egzemplarzy Setry Top Class 400.
Modele Top Class 400:
- S 411 HD,
- S 415 HD,
- S 415 HDH,
- S 416 HDH,
- S 417 HDH,
- S 431 DT.

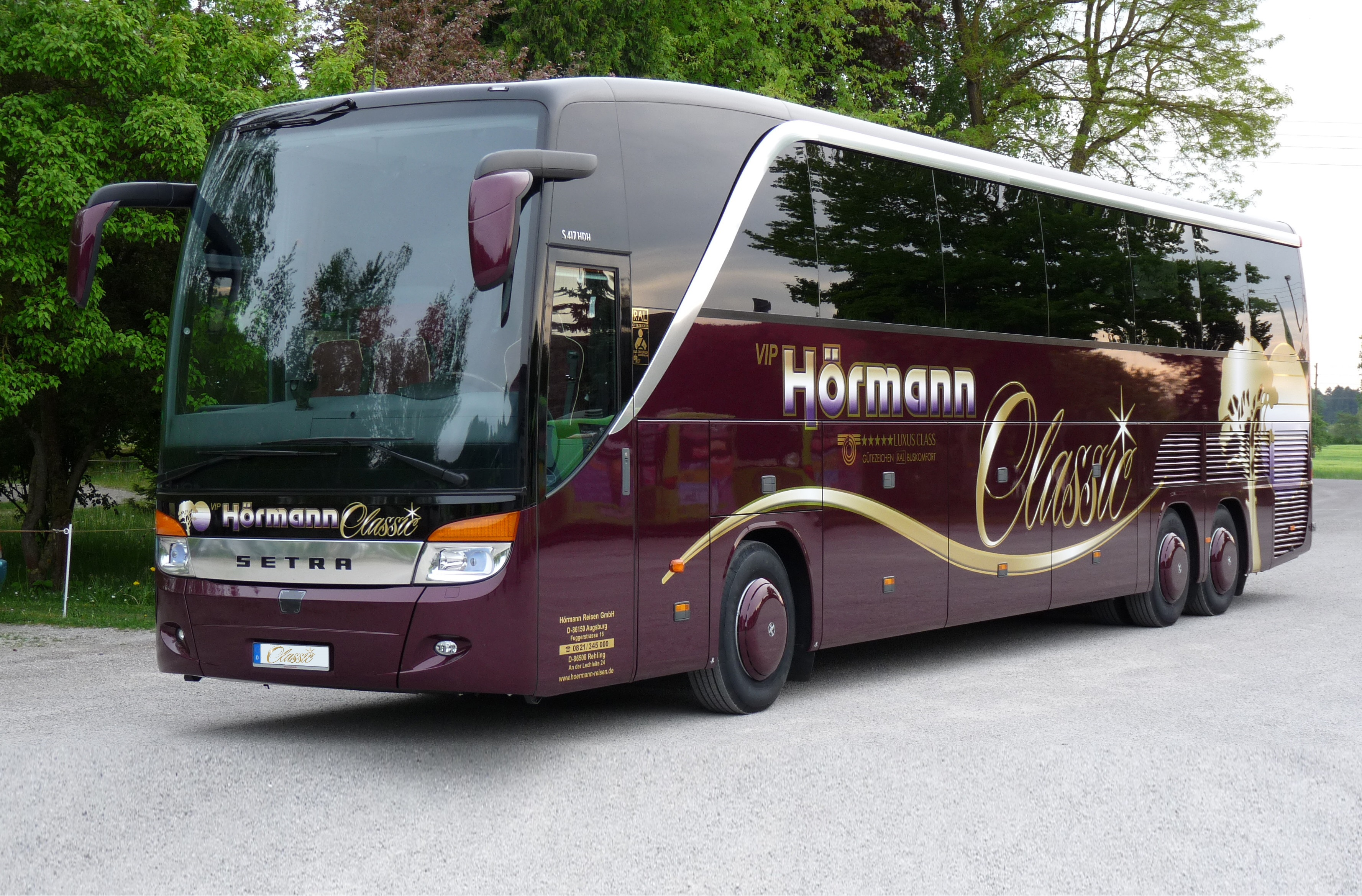
Setra S 417 HDH
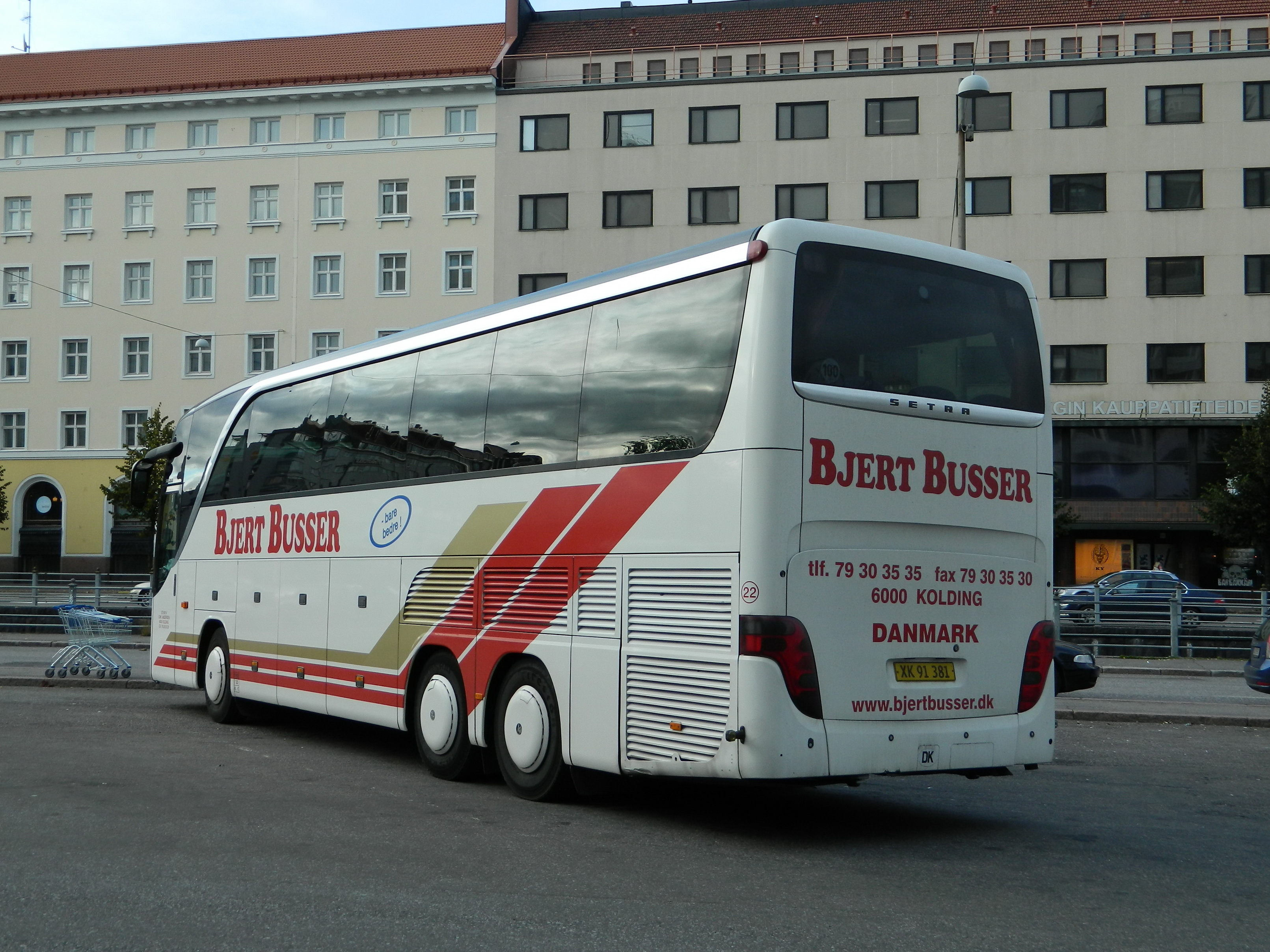
Setra S 415 HDH
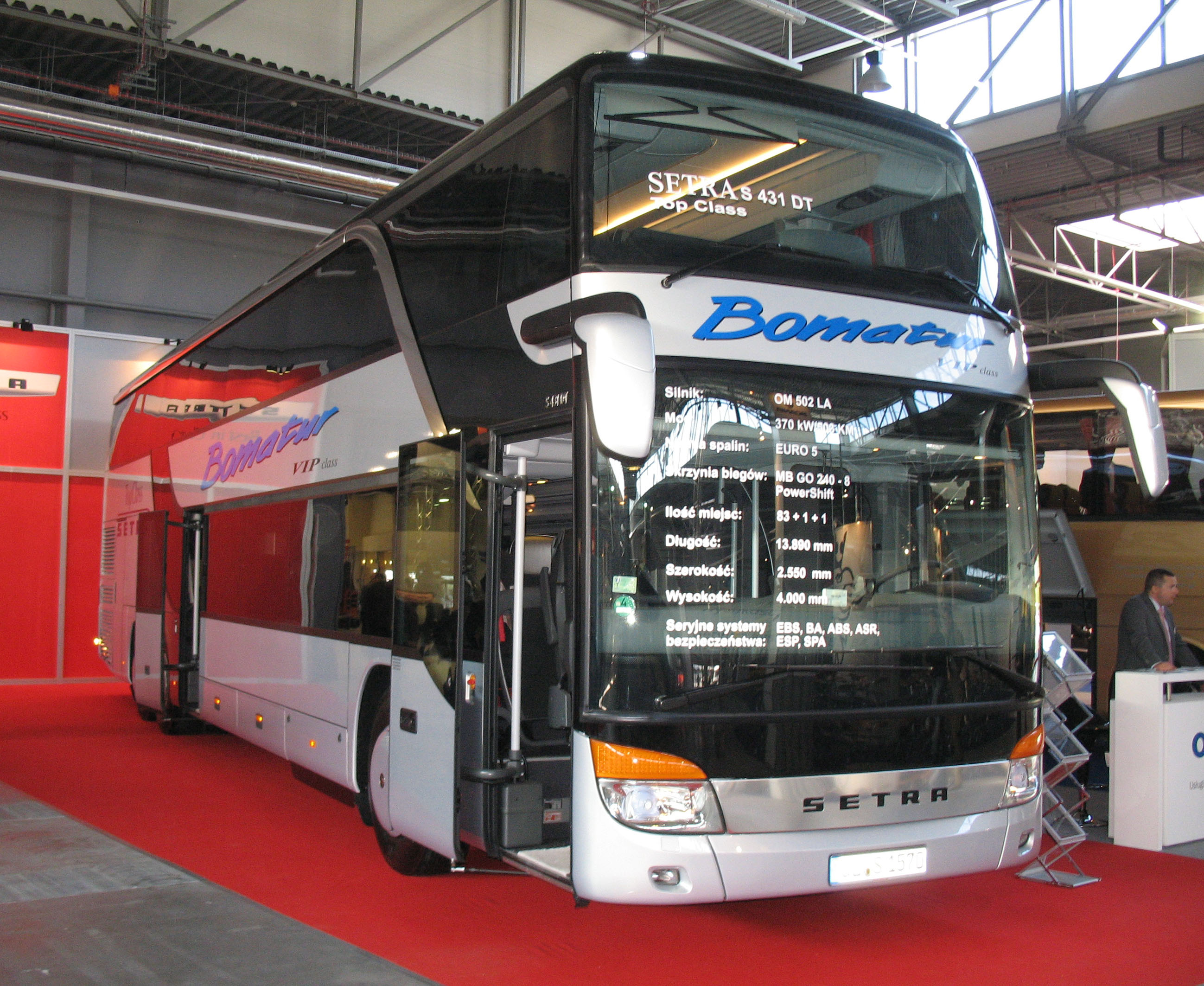
Setra S 431 DT
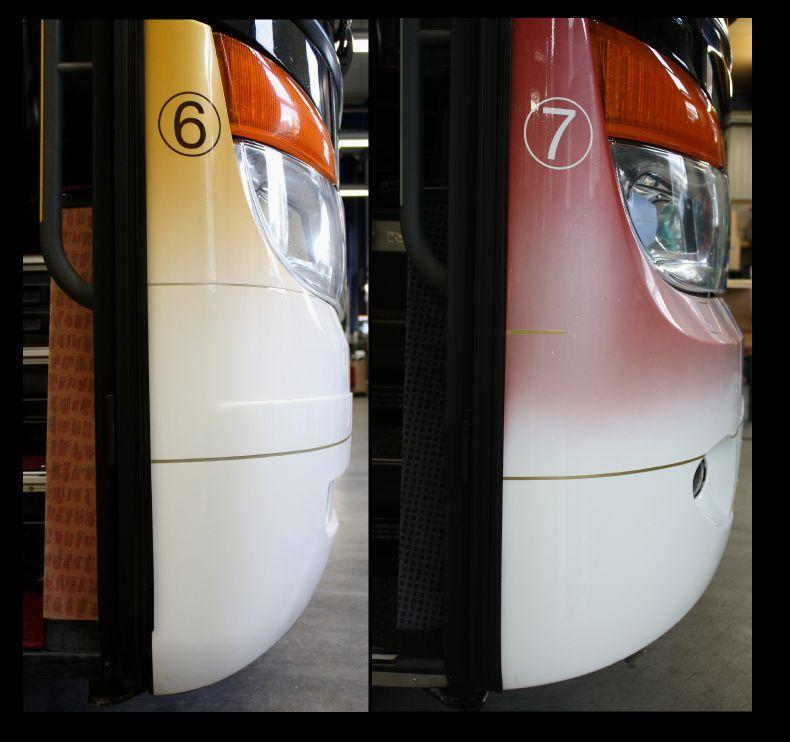
Przód Setry Top Class 400 przed i po face-liftingu

## Seria 500
We wrześniu 2014 roku odbyła się premiera nowej generacji Setra Top Class 500. W nowej ofercie znalazły się jedynie autokary z oznaczeniem HDH, zrezygnowano z modelu S 515 HD w serii Top Class (znajduje się on pod marką Comfort Class). Serię 500 charakteryzuje nowy design z czarnym przodem pojazdu ze srebrną linią pod przednią szybą i srebrnym napisem Setra. Charakterystyczna linia "La Linea" została podzielona na dwie części. Wszystkie autokary serii 500 spełniają normę emisji spalin Euro 6. W lipcu 2017 roku zaprezentowany został model piętrowy S 531 DT, którego design – pierwszy raz w historii marki – jedynie luźno nawiązuje do pozostałych modeli Setry Top Class 500. Nowy model ma zostać wprowadzony do produkcji w 2018 roku.
Modele Top Class 500:
- S 515 HDH,
- S 516 HDH,
- S 517 HDH,
- S 531 DT.

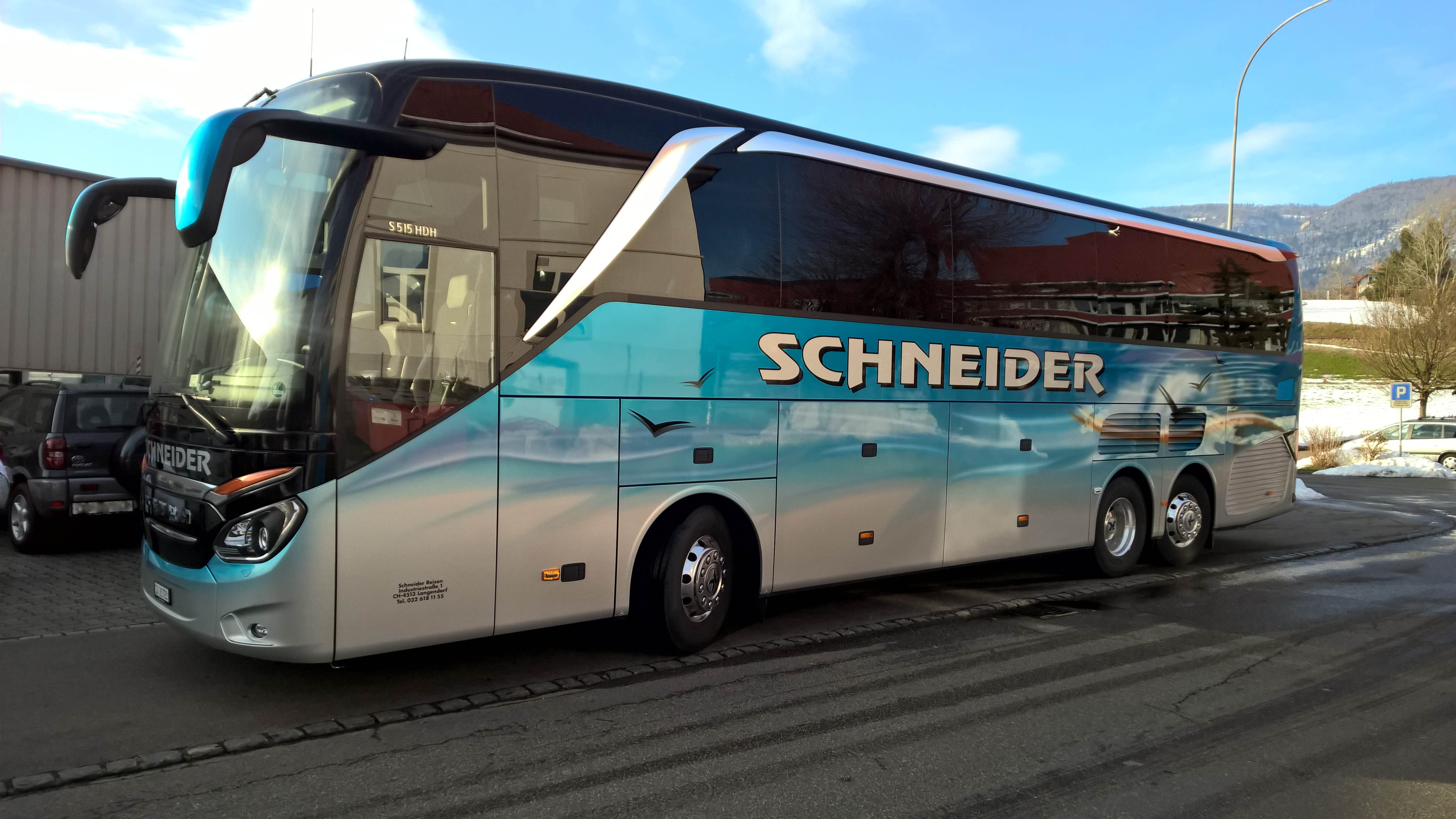
Setra S 515 HDH
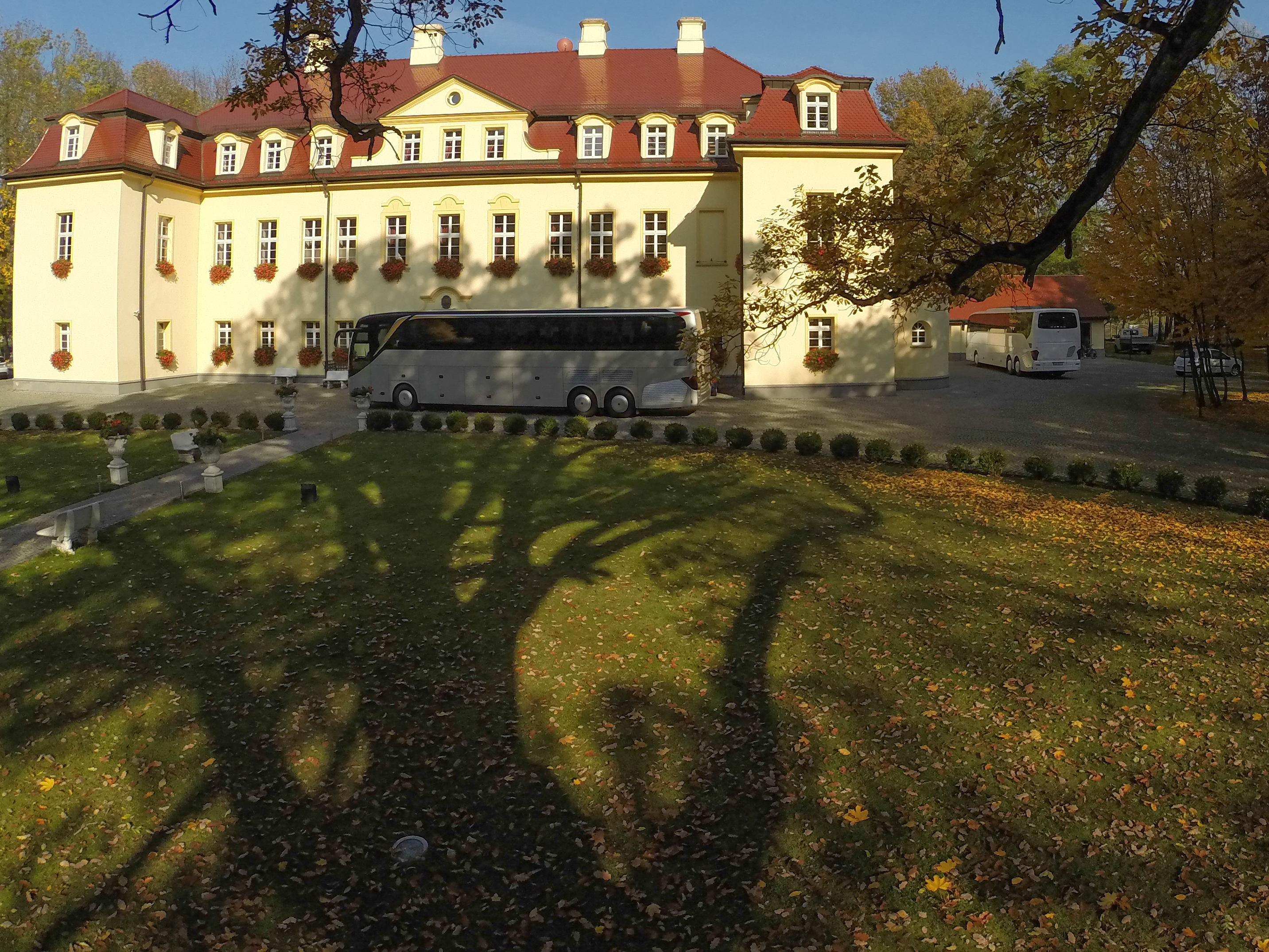
Setra S 517 HDH